# Jordan Whitehead
Jordan Tyler Whitehead (Aliquippa, Pensilvania, 18 de marzo de 1997) más conocido como Jordan Whitehead, es un jugador profesional estadounidense de fútbol americano que se desempeña en la posición de safety en los Tampa Bay Buccaneers, equipo de la National Football League (NFL).

## Carrera
Fue seleccionado en la cuarta ronda en la Reunión Anual de Selección de Jugadores de la NFL de 2018. Hizo su debut profesional con el equipo Tampa Bay Buccaneers, en el cual jugó cuatro temporadas (2018-2022), luego pasó a New York Jets, por dos temporadas más y finalmente, el 13 de marzo de 2024, Whitehead firma contrato con los Tampa Bay Buccaneers por segunda oportunidad, esta vez, por dos años inicialmente.